# Rock Dog
Rock Dog (på kinesisk: 摇滚藏獒) er en kinesisk-amerikansk filmkomedie i 2016. Instrueret af Ash Brannon er filmen baseret på den grafiske roman "Tibetan Rock Dog" af Zheng Jun.

## Handling
Når en radio falder ned fra himlen i hænderne på en storøjnet Tibetansk Mastiff, efterlader han sit hjem for at opfylde sin drøm om at blive musiker, på vejen møder han en række helt uventede begivenheder.

## Medvirkende
| Rolle             | Engelsk         | Dansk                     |
| ----------------- | --------------- | ------------------------- |
| Body              | Luke Wilson     | Michael Lundbye Slebsager |
| Angus Scattergood | Eddie Izzard    | Donald Andersen           |
| Khampa            | J. K. Simmons   | Lars Thiesgaard           |
| Linnux            | Lewis Black     | Jens Jørn Spottag         |
| Riff              | Kenan Thompson  | Carsten Svendsen          |
| Darma             | Mae Whitman     | Marie Dalsgaard           |
| Germur            | Jorge Garcia    | Kasper Leisner            |
| Trey              | Matt Dillon     | Thue Ersted Rasmussen     |
| Fleetwook Yak     | Sam Elliott     | Nis Bank-Mikkelsen        |
| Floyd             | Will Finn       | Chresten Speggers         |
| Carl              | Will Finn       | Adam Schmidt              |
| Radiovært         | Liza Richardson | Regitze Glenthøj          |